# Woestijnslaapmuis (Eliomys melanurus)
De woestijnslaapmuis (Eliomys melanurus)  is een zoogdier uit de familie van de slaapmuizen (Gliridae). De wetenschappelijke naam van de soort werd voor het eerst geldig gepubliceerd door Wagner in 1839. Hij leeft in het wild, maar wordt in verschillende landen ook als huisdier gehouden.

## Voorkomen
De soort komt voor in Egypte, Irak, Israël, Jordanië, Libanon, Saoedi-Arabië, Syrië en Turkije.